# Hydropisphaera rufofusca
Hydropisphaera rufofusca är en svampart som först beskrevs av Penz. & Sacc., och fick sitt nu gällande namn av Rossman & Samuels 1993. Hydropisphaera rufofusca ingår i släktet Hydropisphaera och familjen Bionectriaceae.   Inga underarter finns listade i Catalogue of Life.